# Sergio Bizzio
Sergio Bizzio, né le 3 décembre 1956 à Villa Ramallo dans la Province de Buenos Aires en Argentine, est un écrivain et réalisateur argentin.

## Œuvre littéraire
- Gran salón con piano, 1982 (poèmes)
- El divino convertible, 1990 (roman)
- Mínimo figurado, 1990 (poèmes)
- Infierno Albino, 1992 (roman)
- Son del África, 1993 (roman)
- Paraguay, 1995 (poèmes)
- Más allá del bien y lentamente, 1995 (roman)
- Dos obras ordinarias, 1997 (théâtre, avec Daniel Guebel)
- Planet, 1998 (roman)
- Gravedad, 2000 (théâtre)
- En esa época, 2001 (roman)
- El abanico matamoscas, 2002 (poèmes)
- Rabia, 2005 (roman)

- traduit en français sous le titre Rage par André Gabastou, Paris, Christian Bourgois Éditeur, coll. « Littérature étrangère », 2008, 248 p.  (ISBN 978-2-267-01972-8)
- El genio argentino, 2005 (essai)
- Chicos, 2006 (nouvelles)
- El día feliz de Charlie Feiling, 2006 (roman, avec Daniel Guebel)
- Era el cielo, 2007 (roman)
- Te desafío a correr como un idiota por el jardín, 2008 (poèmes)
- Realidad, 2009 (roman)

- traduit en français sous le titre Réalité par André Gabastou, Paris, Christian Bourgois Éditeur, coll. « Littérature étrangère », 2014, 177 p.  (ISBN 978-2-267-02599-6)
- Aiwa, 2009 (roman)
- El escritor comido, 2010 (roman)
- Un amor para toda la vida (roman) 2011
- Borgestein (roman) 2012

- traduit en français sous le titre Borgestein par André Gabastou, Paris, Christian Bourgois Éditeur, coll. « Littérature étrangère », 2014, 155 p.  (ISBN 978-2-267-02596-5)
- En el bosque del sonambulismo sexual, 2013
- "Dos aventuras espaciales", 2015 (roman)